# Каунтс, Дороти
Дороти «Дот» Каунтс(-Скоггинс) (англ. Dorothy «Dot» Counts-Scoggins; род. 25 марта 1942, Шарлотт, Северная Каролина) — одна из первых чернокожих учениц, принятая в среднюю школу Гарри Хардинга. После четырёх дней преследований в новой школе родители забрали её оттуда, но кадры оскорблений Дороти со стороны её белых одноклассников были замечены по всему миру.

## Ранние годы
Каунтс-Скоггинс родилась в Шарлотте (Северная Каролина), и выросла недалеко от Университета Джонсона С. Смита, где работали оба её родителя. Она была одной из четырёх детей и единственной дочерью в семье. Её отец был профессором философии и религии в университете, мать была домохозяйкой и со временем стала директором университетского общежития. Образование было важной частью всей её семьи; тёти и дяди Каунтс были педагогами. Поскольку она была единственной дочерью в семье, её часто защищали трое братьев и родители.

## Средняя школа Гарри Хардинга
В 1956 году сорок чернокожих учеников из Северной Каролины подали заявление о переводе в школу для белых после принятия плана Пирсолла. Семья подала заявку на поступление Каунтс-Скоггинс и двух её братьев в школу для белых после того, как к её отцу обратился Келли, Александр-старший. Из её семьи в школу была принята только Дороти.
4 сентября 1957 года Каунтс-Скоггинс стала одной из четырёх чернокожих учениц, зачисленных в различные школы для белых в округе; она была зачислена в среднюю школу Гарри Хардинга в Шарлотте (Северная Каролина). Трое других учеников — Гас Робертс, его сестра Гирво Робертс и Делоис Хантли — учились в таких школах, как Центральная средняя школа, средняя школа Пьемонта и средняя школа Александра Грэма.
Дороти в первый день подвёз к школе её отец вместе с другом их семьи Эдвином Томпкинсом. Поскольку их машина не могла подъехать ближе к главному входу, Эдвин предложила проводить Дороти до входа в школу, пока её отец парковал машину. Когда они спускались с холма, отец сказал ей: «Держи голову высоко. Ты не хуже других».
В толпе было от 200 до 300 человек, в основном школьники. Преследование началось, когда Эмма Мари Тейлор Уорлик, жена Джона З. Уорлика, офицера Совета белых граждан, призвала мальчиков «не пускать её» и в то же время говорила девочкам: «Плюйте на неё, девочки, плюйте на неё». Дороти прошла мимо не реагируя, но позже рассказала прессе, что многие люди бросали в неё камни, большинство из которых упали перед её ногами, и что ученики построились стеной, но в последний момент разошлись, чтобы позволить ей пройти.
Она вошла в свой класс. Её встретили теми же притеснениями, что и за пределами здания школы. Она постоянно слышала расистские оскорбления в свой адрес. Никто из взрослых не защищал её. После того, как пошла в свою классную комнату, чтобы получить книги и расписание, её проигнорировали. После окончания занятий её родители спросили, хочет ли она продолжать ходить в эту школу, и Дороти сказала, что она хочет вернуться, потому что надеется, что после того, как ученики познакомятся с ней, её положение улучшится.
На следующий день Дороти заболела. Из-за лихорадки и боли в горле она не пошла в школу, но вернулась в понедельник. В этот день у школы не было толпы. Однако ученики и преподаватели были потрясены её возвращением и начали преследовать девушку. В классе её посадили на последнюю парту и учитель проигнорировал её. Во вторник во время обеда группа мальчиков окружила её и плюнула в еду. Она вышла на улицу и встретила ещё одного нового ученика, который был в её классе, который поговорил с Дороти о том, что он новичок в Шарлотте и в школе. Когда Дороти вернулась домой, она сказала родителям, что чувствует себя лучше, потому что у неё появился друг и есть с кем поговорить. После того, как она не смогла пообедать, Дороти попросила своих родителей забрать её, чтобы она могла поесть.
В среду увидев в коридоре девушку, которая продолжала игнорировать Дороти, она сникла. В тот же день во время обеденного перерыва в неё бросили ластик для школьной доски, который попал ей в затылок. Когда она вышла на улицу и встретилась со своим старшим братом, она увидела толпу, окружившую семейную машину, у которой задние стекла были разбиты. Дороти сказала, что это был первый раз, когда она испугалась, потому что теперь напали на её семью.
Дороти рассказала своей семье о том, что произошло. Её отец позвонил суперинтенданту и полицейскому управлению, чтобы поделиться с ними тем, что произошло. Суперинтендант сказал семье, что не знает о том, что происходит в средней школе Гарри Хардинга, а начальник полиции сказал, что они не могут гарантировать защиту Дороти. После этого разговора её отец решил забрать её из этой школы. Он сказал в заявлении:
Из сострадания к нашей родной земле и любви к нашей дочери Дороти мы забираем ее из средней школы Хардинга. Пока мы чувствовали, что она может быть защищена от телесных повреждений и оскорблений в стенах школы и на территории школы, мы были готовы удовлетворить ее желание учиться в Хардинге.

## После школы Гарри Хардинга
Родители отправили Дороти жить со своими тетей и дядей в Идон (штат Пенсильвания), чтобы закончить второй год обучения, где она посещала интегрированную государственную школу. Её тетя и дядя пошли в школу, чтобы поговорить с директором об опыте их племянницы и о том, почему она будет посещать их среднюю школу. В старшей школе было проведено собрание с учениками и учителями, чтобы гарантировать, что с Дороти будут обращаться так же, как со всеми остальными в школе. Сама Дороти узнала об этой встрече позже. Её время в Идоне было приятным, но она тосковала по дому, поэтому после второго года обучения она пошла в школу Аллена, частную школу для девочек в Ашвилле (Северная Каролина). Дороти окончила школу Аллена и вернулась в Шарлотт, чтобы поступить в Университет Джонсона С. Смита, где она получила диплом психолога в 1964 году. В 1962 году она вступила в женское студенческое общество Delta Sigma Theta.
После окончания колледжа Дороти переехала в Нью-Йорк, где устроилась работать с детьми, подвергшимися насилию и безнадзорности. Позже она вернулась в Шарлотту и занималась некоммерческой работой с детьми из малообеспеченных семей. Она по-прежнему активно работает со своей альма-матер и выступает за сохранение истории «Beatties Ford Road».

## Признание
Фотограф Дуглас Мартин выиграл премию World Press Photo 1957 года с изображением Дороти, над которой издевается толпа в её первый день в школе.
В 2006 году Каунтс-Скоггинс получила электронное письмо от человека по имени Вуди Купер. Он признался, что был одним из мальчиков на знаменитой фотографии, и хотел извиниться. Они встретились за обедом, где Купер попросил её простить его, и она ответила: «Я простила тебя давным-давно, это возможность сделать что-то для наших детей и внуков».
Они согласились поделиться своей историей и после этого вместе дали много интервью и выступлений. В 2008 году состоялось чествование Дороти Каунтс-Скоггинс вместе с семью другими людьми за помощь в интеграции государственных школ Северной Каролины. Каждый лауреат получил награду штата Северная Каролина от губернатора Майка Исли. В 2010 году средняя школа Хардинга переименовала свою библиотеку в честь Дороти — честь, которой редко удостаивают живых людей.
В документальном фильме Netflix 2016 года «Я вам не негр» Джеймс Болдуин вспоминал, как он увидел фотографии Дороти:
Это привело меня в ярость, наполнило меня ненавистью и жалостью, и мне стало стыдно — один из нас должен был быть там с ней.